# Sân bay quốc tế Imam Khomeini
Sân bay quốc tế Imam Khomeini (IATA: IKA, ICAO: OIIE) (trong tiếng Ba Tư: فرودگاه بینالمللی امام خمینی) toạ lạc tại Tehran, Iran. Sân bay này toạ lạc cách thành phố 30 km về phía Nam. Sân bay này nhằm thay thế Sân bay quốc tế Mehrabad nằm ở phía Tây của thành phố, hiện đang nằm trong ranh giới của thành phố. Sân bay này có tên ban đầu là Ahmadabad, nhưng hiện đã được đặt tên theo Ayatollah Ruhollah Khomeini, lãnh đạo của Cách mạng Iran năm 1979.

## Lịch sử
Việc xây dựng đã bắt đầu trước cuộc Cách mạng Hồi giáo năm 1979. Những nhà thiết kế ban đầu là TAMS, một liên danh các nhà thiết kế Hoa Kỳ. Một liên doanh địa phương đã được thành lập có tên gọi là TAMS-AFA để thực hiện thiết kế và giám sát việc xây dựng. Sau cuộc Cách mạng Hồi giáo, dự án bị bỏ cho đến khi chính phủ Iran đã quyết định thiết kế và xây dựng sân bay này. Công ty ADP của Pháp đã được chọn đứng đầu các hãng thiết kế và công trình địa phương. Một hợp đồng chìa khoá trao tay (hợp đồng EPC) đã được trao cho một công ty địa phương là Kayson để thực hiện và quản lý việc xây dựng. Sau hai năm, hợp đồng này bị hủy bỏ và trao cho Bonyad Mostazafan & Janbazan (M&J Foundation).
Sau khi nhà ga chính được xây xong, Cơ quan Hàng không Dân dụng Iraq đã quyết định chuyển quản lý vận hành cùng với việc xây dựng nhà ga thứ hai cho một liên danh các công ty Thổ Nhĩ Kỳ và Áo, TAV.
Buổi lễ mở cửa khai trương sân bay được lên lịch trình ngày 1 tháng 2 năm 2004, sự bắt đầu của các buổi lễ kỷ niệm 'Bình minh mười ngày' tốt lành (ngày 1 tháng 2-11), đánh dẫu ngày kỷ niệm Cách mạng Hồi giáo 1979.
Trước ngày mở cửa vào ngày 8 tháng 5, hai hãng hàng không của Iran đã từ chối bay đến sân bay này với lý do mà hãng hàng không Iran Aseman Airlines đưa ra là "Chúng tôi không bay đến một sân bay do người nước ngoài điều hành".
Các quan chức của TAV đã được lệnh rút người và thiết bị của mình ra khỏi sân bay vào ngày 7 tháng 5 và sự vận hành sân bay đã được chuyển cho hãng Iran Air.

## Các hãng hàng không và các điểm đến
- Air Arabia (Sharjah)
- Ariana Afghan Airlines (Kabul)
- Armavia (Yerevan)
- Azerbaijan Airlines (Baku)
- Air France (Paris-Charles de Gaulle)
- British Airways (London-Heathrow)
- Caspian Airlines (Budapest, Dubai, Kiev-Boryspil, Minsk, Yerevan)
- China Southern Airlines (Bắc Kinh, Urumqi)
- Emirates (Dubai)
- Etihad Airways (Abu Dhabi)
- Gulf Air (Bahrain)
- Iran Air (Ankara, Amsterdam, Bahrain, Baku, Doha, Dubai, Frankfurt, Kuala Lumpur, London-Heathrow, Milan-Malpensa, Paris-Orly, Rome-Fiumicino)
- Iraqi Airways (Baghdad)
- Iran Aseman Airlines (Dubai)
- Jazeera Airways (Kuwait)
- Kish Air (Dubai)
- Kuwait Airways (Kuwait)
- KLM (Amsterdam)
- Lufthansa (Frankfurt)
- Mahan Air (Bangkok-Suvarnabhumi, Birmingham, Delhi, Dubai, Düsseldorf, Erbil, Lahore, Manchester, Milan-Malpensa, Paris-Charles de Gaulle)
- Qatar Airways (Doha)
- Tajikistan Airlines (Dushanbe)
- Turkish Airlines (Istanbul-Ataturk, Ankara)
- UM Airlines (Kiev-Boryspil)